# Принцип Івлєва
В. С. Івлєв запропонував (1952) розрізняти у гідробіонтів елективність (оцінюється кількісно за допомогою індексів обирання) і переважальність (виражається тими ж індексами за умови повної доступності корму).
Харчова елективність — вибіркове ставлення організмів до кількості харчових об'єктів, представлених в їжі в іншій пропорції, ніж в кормовій базі. З одного боку, елективність визначається харчовою цінністю кормових об'єктів, з іншого — ступенем їх доступності та харчовою активністю споживача. Величина, оцінювана кількісно за допомогою індексу обирання кормових об'єктів.